# Гарклавс, Сергей Георгиевич
Серге́й (Се́ргий) Ива́нович Га́рклавс (латыш. Sergijs Garklāvs; при рождении Серге́й Гео́ргиевич Коже́вников; 20 декабря 1927, Вентспилс, Латвия — 19 октября 2015, Чикаго, США) — священнослужитель Православной Церкви в Америке на покое, духовник братии Тихвинского Богородичного Успенского монастыря.
Приёмный сын архиепископа Иоанна (Гарклавса). Последний хранитель Тихвинской иконы Божией Матери.

## Биография
Сын столяра Георгия Семеновича Кожевникова (1905—1975) и его жены Евдокии Семеновны (1906—2000).
В 1945 году вместе с владыкой Иоанном (Гарклавсом) выехал в Германию, где пребывал в лагере для перемещённых лиц.
В 1949 году прибыл в США. Женился на Александре Иовиной.
В 1960—1990 годы — настоятель храма святого Пантелеймона в Арго (штат Иллинойс).
В 1990—1999 годы — настоятель Свято-Троицкого собора в Чикаго.
С 1997 года пребывал на покое. Приписан к Свято-Троицкому собору в Чикаго.
Об отце Сергии высказывался протопресвитер Александр Шмеман в своих «Дневниках»:

Отец С. Гарклавс — милейший, скромнейший, подлинный. С ним легко и хорошо: сияние подлинного Православия — светлого, смиренного, любовного, открытого — необычайно отдохновительно после типичного для Америки напряжённого «ортодоксализма», в котором мне приходилось жить.

### Возвращение в Тихвин
12 января 2004 года в рабочей Патриаршей резиденции в Чистом переулке в составе делегации ПЦА встретился с патриархом Алексием II с целью обсуждения возвращения Тихвинской иконы.
В 2010 году власти Ленинградской области для отца Сергия выделили земельный участок под строительство дома возле Тихвинского Богородичного Успенского монастыря.
Летом 2012 года протоиерей Сергий Гарклавс получил гражданство России.
В декабре 2012 года, накануне своего 85-летия, отец Сергий вернулся в Россию и поселился в Тихвине, возле Тихвинского Успенского монастыря, где нёс послушание духовника братии.
27 марта 2013 года за заслуги по сохранению и возвращению в Тихвинский Богородичный Успенский мужской монастырь Тихвинской чудотворной иконы Божией Матери, укрепление духовных, нравственных и исторических традиций Тихвина и Тихвинского района был удостоен звания почётного гражданина города Тихвина.
Скончался 19 октября 2015 года в больнице Чикаго.

## Семья
- Приёмный отец — Архиепископ Иоанн (Гарклавс).
- Жена — Александра Ивановна, в девичестве Иовина. Скончалась в 2005 году, 9 июля, в день памяти Тихвинской иконы Божией Матери.
- У отца Сергия и матушки Александры пятеро детей (Александр, Георгий, Павел, Мария, Ольга) и двенадцать внуков.
  - Старший сын Александр Гарклавс — протоиерей, священнослужитель и долгое время управляющий делами (канцлер) Православной Церкви в Америке[12][13].